# Manuel Francisco Álvarez de la Peña
Manuel Francisco Álvarez de la Peña (Salamanca, 29 de enero de 1721-Madrid, 18 de marzo de 1797), llamado El Griego, fue un escultor español, miembro de la primera generación de escultores que se formaron en la Real Academia de Bellas Artes de San Fernando, fruto del periodo ilustrado español.

## Biografía
Hijo de Francisco Álvarez, maestro de obras, que ocupó los cargos de cañero del ayuntamiento salmantino y obrero menor de la catedral, y de Teresa Pascua, hija de un alfarero, fue bautizado en la parroquia de Santo Tomás Cantuariense el 5 de febrero de 1721. En la partida de bautismo se hacía constar que el nacimiento había tenido lugar el 29 de enero anterior. Comenzó sus estudios en Salamanca en el taller de Simón Gavilán Tomé, con quien tuvo sus principios en dibujo y modelado en barro entre 1735 y 1737, pasando luego a estudiar con Alejandro Carnicero al marchar Gavilán a León. En 1743 Carnicero entabló un pleito contra Álvarez y su padre por incumplimiento del contrato de aprendizaje, acusándolo de abandono del taller para colocarse como oficial con el tallista Luis González. En el reproche de acusaciones cruzado entre ambos, Álvarez afirmó que Carnicero le ocupaba en tareas mecánicas como el acabado de figuras o la talla de ángeles y querubines, de valor para él pero de escaso fruto para un aprendiz, en tanto le escatimaba el tiempo dedicado al dibujo y a aprender el rebaje y otras técnicas verdaderamente necesarias para llegar a hacer esculturas de cuerpo entero y del natural, a lo que en su defensa replicó Carnicero presentando algunos dibujos hechos en su casa por Álvarez, para demostrar sus progresos. Pero, además, la eficacia de sus enseñanzas se demostraba por el hecho de que, antes de cumplir los plazos del contrato, el discípulo se encontraba en condiciones de trabajar como oficial y cobrar por ello, haciendo tareas aún menos útiles para un aprendiz. La sentencia, confirmada por la Chancillería de Valladolid el 15 de diciembre de 1744, condenaba al padre a restituir a su hijo al taller de Carnicero o a indemnizarle con 100 ducados, aproximadamente el salario de un año para un oficial.
No hay datos que permitan afirmar que se restituyó al taller de Carnicero para completar el año de aprendizaje que por contrato le restaba, pero se tiene constancia de que continuó residiendo en Salamanca al menos hasta mediados de 1748. En ese tiempo, ya como maestro independiente, labró en piedra tres medias figuras de los fundadores del convento de agustinos calzados, lo que hubo de aprender con Luis González, pues Carnicero se ocupaba exclusivamente de la madera.
Mediado 1748 se trasladó a Madrid para trabajar como oficial de Felipe de Castro, escultor de cámara del rey, que lo ocupó en la ejecución de las estatuas en piedra de la serie de los reyes de España para la balaustrada del Palacio Nuevo, que tenía confiadas junto a Giandomenico Olivieri. Un año más tarde y probablemente por recomendación del propio Castro comenzó a asistir a las aulas de la Academia de San Fernando para practicar el dibujo con modelo vivo. Cuando comenzó a trabajar con Castro, por tanto, Álvarez era un escultor ya formado, que dominaba la técnica de la escultura en piedra y madera tras haberla practicado varios años. En abril de 1750, de hecho, estaba ya en condiciones de recibir el primer encargo importante como escultor independiente, la estatua de Witerico para la citada serie que le correspondió en el reparto de la segunda balaustrada, a la que en octubre se agregó la de Egica. Pero la orientación clasicista que caracterizará su trabajo se explica únicamente por la influencia de Castro, formado en Roma, en cuyo taller tuvo además ocasión de ver los modelos y estampas traídos de Italia por el gallego.
Según escribe Ceán Bermúdez, «la Academia de San Fernando, teniéndole por uno de sus más adelantados discípulos, le nombró para modelar a vista de todo el concurso en la primera junta de abertura que celebró el día 13 de junio de 1752. Ganó el segundo premio de la primera clase al año siguiente, en que el nuevo instituto celebró la primera distribución, y en el de 1754 el primero y una pensión para seguir los estudios en Roma, la que no pudo disfrutar por su quebrantada salud [...] La misma Academia, que no perdía de vista sus rápidos progresos, le confirió el título de académico de mérito el día 22 de marzo de 1757, y la plaza de teniente director el 12 de septiembre de 1762».
En esa solemne sesión de apertura de la Academia mencionada por Ceán, tras varios años de existencia como junta preparatoria, Álvarez —junto con José López— fue en efecto seleccionado para modelar en tablilla de barro el Mercurio de Giambologna colocado en el centro de la sala, en tanto tres alumnos de la clase de pintura, entre ellos Isidro Carnicero, lo dibujaban en presencia del público. En 1753, en el primer concurso convocado por la Academia para estimular a quienes seguían sus enseñanzas, pero abierto también a artistas ajenos a la Academia, ganó la segunda medalla de oro de primera clase de escultura, tras Pedro Michel, hermano de Roberto Michel. El asunto propuesto para la prueba de pensado (en la que los aspirantes disponían de seis meses) era El desembarco de Colón en la Indias, cuando fijó la cruz. Para la prueba de repente (que debían realizar completa en una tarde, en aula cerrada), Augusto, Marco Antonio y Lépido repartiéndose el Imperio romano. Se conserva en la Academia únicamente el primer ejercicio de Álvarez. Para el concurso de 1754 la convocatoria fijaba como tema de la prueba de pensado para la primera clase de escultura El rey Wamba rehúsa la corona, que postrados a sus pies le ofrecen los prelados y grandes, hasta que, amenazándole uno de estos con la espada desnuda, le precisa a admitirla. En la prueba de repente, Escipión, acompañado de dos soldados, admirado a la vista de la hoguera en que se abrasaron los levantinos. Solo se presentaron al primer ejercicio, con Álvarez, Carlos Salas y el mismo José López seleccionado para participar en la sesión de apertura de la Academia, que a sus cuarenta y dos años ya no asistía a las clases, y el valenciano Hipólito Rovira, de sesenta y dos años años, alzándose Álvarez con el triunfo por unanimidad. También en este caso es únicamente el primero de sus ejercicios el que se conserva y en él se aprecia un importante progreso respecto del presentado el año anterior en cuanto al estudio y composición de sus figuras.
En los años inmediatos, sin dejar de asistir al menos ocasionalmente al taller de Castro como oficial o colaborador y a las sesiones nocturnas de dibujo en la Academia, realizó el San Ignacio de Loyola para los jesuitas de Cuenca y trabajó en los adornos de la cúpula de la capilla del Palacio Real, además de proseguir con el encargo del medallón del Consejo de Guerra que se le había confiado en 1753 dentro de una serie de relieves dedicados a los consejos con destino al mismo palacio. Con ese bagaje, el 22 de marzo de 1757, sintiéndose suficientemente capacitado, solicitó el nombramiento de académico de mérito. Junto a la carta de presentación, en la que detallaba sus méritos, presentó los modelos de los trabajos hechos para el palacio nuevo (medallón del Consejo de Guerra y estatuas de Witerico y Egica), además de una Virgen del Carmen no conservada, por los que fue recibido como académico por unanimidad. En septiembre de 1759 fue designado junto con Francisco Gutiérrez y Pedro Michel profesor ayudante o supernumerario para ayudar en las clases de Principios a los teniente directores, desbordados por la afluencia de alumnos, lo que, aun sin sueldo, conllevaba algunos privilegios, como el derecho a voto en los concursos anales. Tres años más tarde, a la muerte de Olivieri, Juan Pascual de Mena pasó a ocupar el puesto de director de escultura que dejaba vacante y Álvarez fue promovido a la que dejaba Mena de teniente director de escultura, ahora ya con sueldo. Por esta vez ejerció poco tiempo la docencia en la institución pues solo unos meses después marchó a Zaragoza para trabajar en la capilla del Pilar llamado por Ventura Rodríguez para realizar tres relieves de la vida de la Virgen en mármol y ocho bultos redondos en estuco (santos y ángeles).
De regreso en Madrid se reincorporó a su puesto en la Academia y se casó con Juana Manuela Vidal, con quien tuvo un hijo y falleció de sobreparto apenas cumplido el año de matrimonio, en junio de 1774. No tardó en contraer segundas nupcias con Josefa Carrera, que aportaba al matrimonio una dote muy modesta.

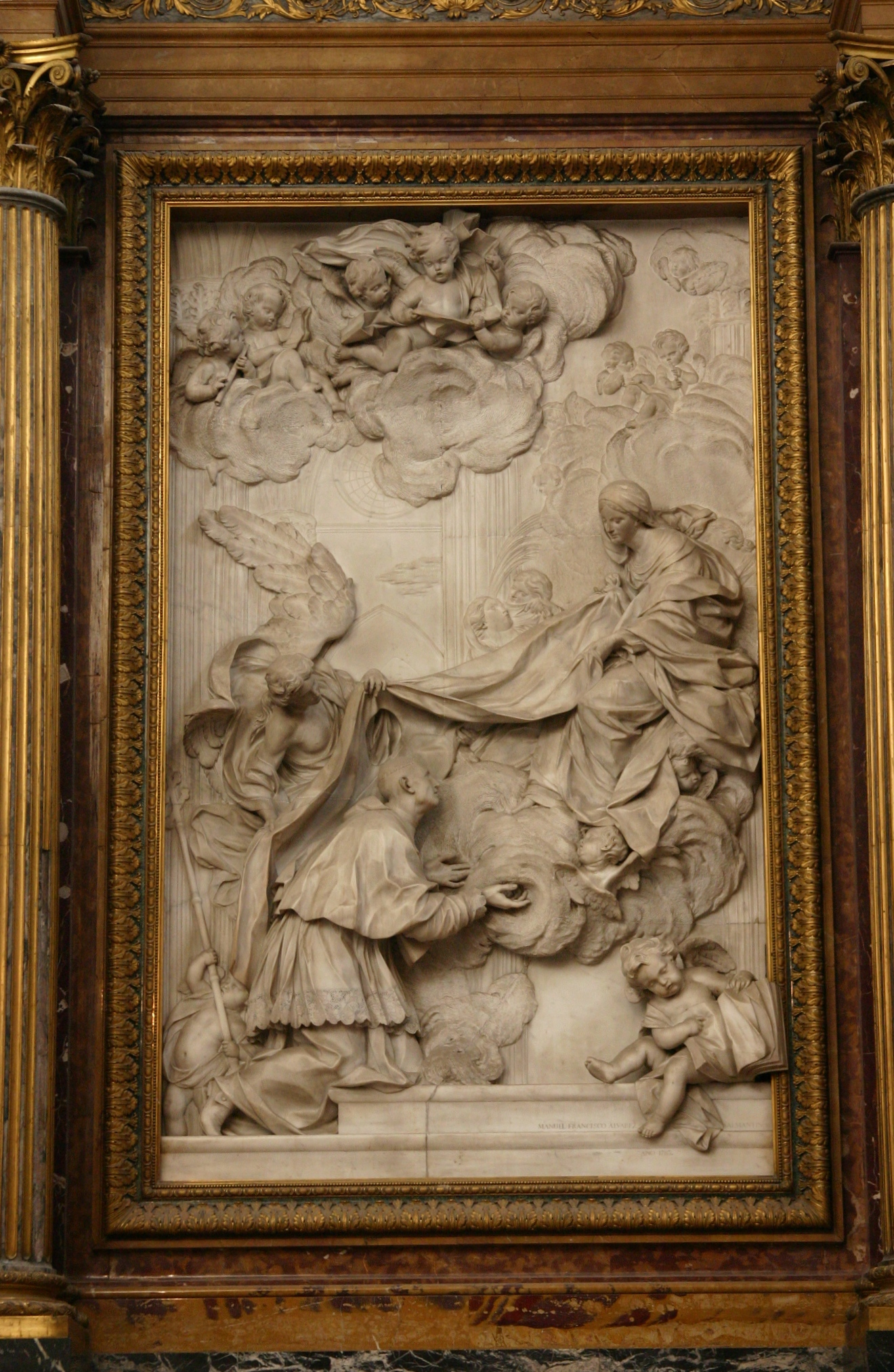
Imposición de la casulla a san Ildefonso, relieve en mármol de Carrara, 250 x 165 cm, aproximadamente. Toledo, capilla de San Ildefonso de la catedral de Toledo.

Atendiendo a una solicitud presentada a la Academia por el abad del monasterio benedictino de Sobrado de los Monjes en Galicia, descontento con la labor que en la renovación del retablo mayor estaban realizando los tallistas contratados al efecto, en mayo de 1770 viajó a Sobrado con una licencia de cinco meses dada por la Academia, que, sin embargo, había propuesto a Juan Pascual de Mena para la tarea y no dejó de manifestar su descontento con la actitud del abad. Álvarez se alojó en el monasterio con su familia y un oficial y trabajó espléndidamente pagado con los escultores gallegos José Gambino y José Ferreiro, que llevaban muy adelantada la escultura, corrigiéndoles algo de lo hecho y dejándoles al partir la terminación de los adornos que había comenzado. Desmantelado y en gran parte desaparecido, lo que queda del retablo no permite apreciar intervención de Álvarez y parece exagerado afirmar, como se ha hecho, que con él se introdujo en Galicia la estética neoclásica, aunque tal hubiera sido el deseo de la Academia.
De nuevo en Madrid, a finales de aquel año, volvió a trabajar para palacio —talla de la Inmaculada para un altar colateral de la capilla— y trabajó en piedra una de las esfinges de la verja del palacio de Liria y el monumental San Norberto para remate de la fachada de la iglesia de los Premonstratenses. Al morir en 1775 Felipe de Castro se encargó de concluir los trabajos que este tenía iniciados: la fuente de mármol para el jardín del palacio que el infante don Luis se hacía construir en Boadilla del Monte, retrato de fray Martín Sarmiento y relieve en mármol de Carrara con la Imposición de la casulla a san Ildefonso, medalla central del retablo de su capilla en la catedral de Toledo, obra de Ventura Rodríguez, que solo daría terminado en 1783 y después de haber sido obligado a desplazarse a la Ciudad Imperial para que no se distrajese en otras labores, donde permanecería dos años y medio.

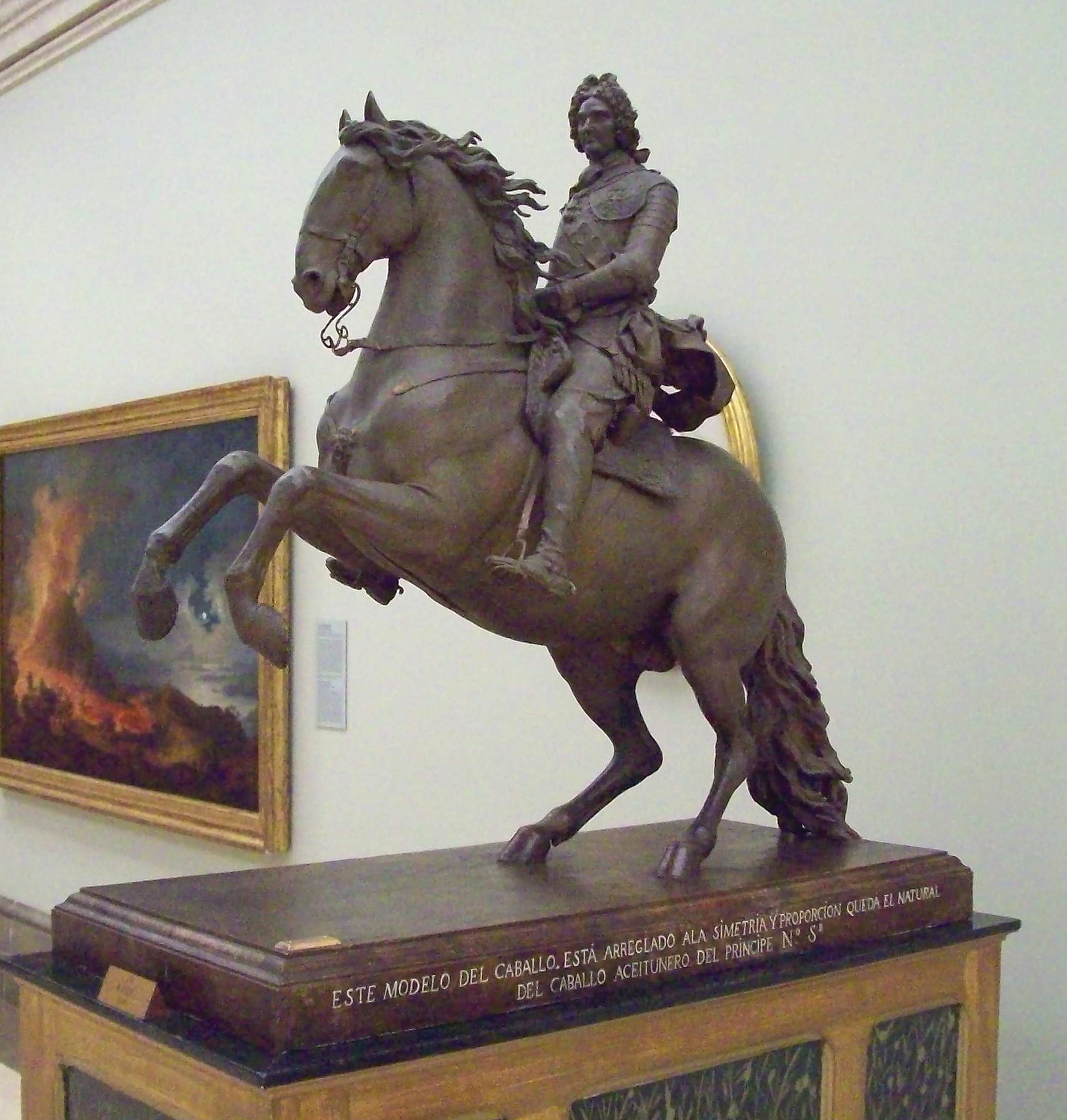
Felipe V a caballo, cera, arreos de metal y pedestal de madera. Madrid, Real Academia de Bellas Artes de San Fernando. Inscripción en el pedestal: este modelo del caballo está arreglado a la simetría y proporción que da el natural / del caballo aceitunero del príncipe nº sr.

Deseando Carlos III «promover el ejercicio y adelantamiento de la Escultura en los asuntos más dignos de su Real memoria y de la Gratitud y Honor Nacional», según oficio dirigido por el conde de Floridablanca a la Academia el 17 de septiembre de 1778, se propuso a sus directores y tenientes de director de escultura que cada uno ejecutase un modelo de cuatro pies de alto que representase a su padre Felipe V a caballo y armado, dejándolos en libertad de admitir o no el encargo. Además de Álvarez presentaron sus modelos Juan Pascual de Mena, Roberto Michel, Francisco Gutiérrez y Juan Adán, que se encontraba becado en Roma. Como modelo para el caballo, particularmente alabado, Álvarez se sirvió de uno de los animales de las caballerizas reales, de nombre Aceitunero. Pero el proyectado monumento ecuestre a Felipe V, para el que según Ceán habría sido elegido el modelo propuesto por Álvarez, quedó sin ejecutar a causa de la guerra con Inglaterra por el sitio que entonces tenía puesto España a la plaza de Gibraltar. 
También quedó en proyecto el deseo de Carlos IV de dedicar un monumento conmemorativo a su padre, para el que en 1790 encargó a Manuel Álvarez el modelo para una estatua ecuestre. Ceán Bermúdez interpretó erróneamente que el modelo elegido sería el presentado por Álvarez para el retrato de Felipe V sin más que sustituirle la cabeza. Por otra parte, el modelo de un Carlos III a caballo en madera revestida de una fina capa de yeso, corona de metal y bridas de tela conservado en la Academia de Bellas Artes estuvo considerado mucho tiempo como el modelo presentado por Juan Pascual de Mena a aquel concurso de 1778, al que se habría cambiado la cabeza por mano distinta de la de Mena. Es el modelo empleado para la fundición de la estatua de Carlos III financiada por el Ayuntamiento de Madrid en 1993 para su ubicación en la Puerta del Sol.
Pero la atribución del modelo a Mena, discutida ya por Sánchez Cantón, que lo tenía por obra de Álvarez, seguido por Jesús Urrea, quien agregaba que al concurso convocado por Carlos IV se habían presentado Adán, Ágreda, Bergaz, Palmerani y Álvarez, pero no Mena, a la vez que rechazaba que se tratase de una reelaboración de modelos anteriores, solo cambiando la cabeza, quedó definitivamente descartada tras una restauración hecha en 2016 en que se descubrió un número de inventario concordante con el del inventario de 1804 en el que se atribuía a Manuel Álvarez, a quien se ha restituido la autoría.
De vuelta de la estancia en Toledo le esperaba otro importante encargo: las esculturas de la Fuente de Apolo, en el Salón del Prado, otro proyecto de su protector, el arquitecto Ventura Rodríguez. Por dificultades financieras del ayuntamiento madrileño los trabajos en la fuente, a falta solo de las esculturas, quedaron paralizados después de que Álvarez hubiera presentado los modelos, interrupción que aprovechó para preparar el modelo del grupo de la Huida a Egipto para el retablo —proyecto de Ventura Rodríguez— de la capilla de Belén en la iglesia de San Sebastián, propiedad de los arquitectos. Concluidas las figuras por su discípulo Julián de San Martín, la capilla resultó destruida por un bombardeo de la aviación en 1936. En 1784 alcanzó, al fin, la plaza de director de escultura en la Academia, pasando de la clase de Principios a la del Natural, y poco más de un año más tarde, al morir Roberto Michel sin haber concluido su trienio de director general, fue ascendido a este cargo, asignándosele además una renta vitalicia de mil ducados anuales con cargo a Correos, pero inevitablemente estas nuevas ocupaciones iban a suponer mayores retrasos en la finalización de la fuente de Apolo, su obra más pública y de mayor crédito. Al morir había concluido las alegorías de las cuatro estaciones del año, la última la del Invierno que estimaba la más perfecta, pero el Apolo, aunque lo dejaba avanzado, huno de concluirlo Bergaz.
A petición de Bernardo de Iriarte, protector de la Academia, en julio de 1794 obtuvo el nombramiento de escultor de cámara por Real Orden firmada por Godoy. Desde ese año comenzaron a sentirse los efectos de una larga enfermedad que, según Ceán, le tuvieron postrado en cama sus últimos años. Testó el 6 de marzo de 1797 y falleció una semana después, el 13 de septiembre. Dejaba viuda y dos hijos, Manuel Domingo, escultor, y Hermógenes, que había hecho un intento de seguir la carrera militar y al presente no tenía oficio y, como menor de edad, quedaba bajo la tutela de su madre.

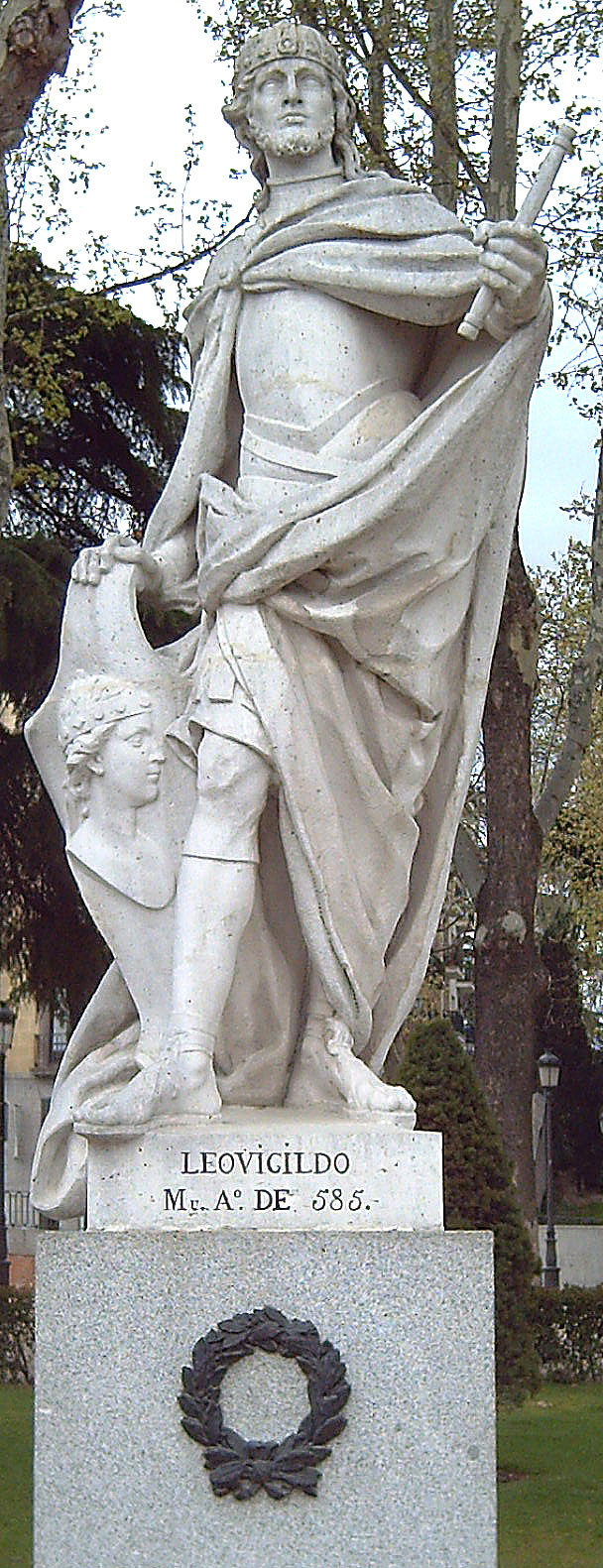
Egica, 1751. Piedra caliza de Colmenar de Oreja, 266 cm. Madrid, Plaza de Oriente. Erróneamente llamado Leovigildo en la peana. Conforme a las indicaciones de fray Martin Sarmiento, autor del programa iconográfico, representa al visigodo Egica, rey de 682 a 702, «con escudo a la derecha y en él a su mujer Cixilona; al contrario de otros escudos, este debe ir a la derecha porque Egica ha sido rey por su mujer Cixilona, que era hija de Ervigio y Luibigotona [...] El rostro de Cixilona ha de ser hermoso y su cabeza con diadema de reina como las que se ven en las emperatrices de Constantinopla».

## Obra
Entre las obras públicas mencionadas por Ceán Bermúdez como las más destacadas de Álvarez figuran las siguientes:
- Agustinos Descalzos de Salamanca: los bustos de los fundadores de este convento, colocados en la fachada de la portería (no conservados).
- Para el Palacio Real de Madrid. Las estatuas de Witerico (1750-1751; Pamplona, Paseo Sarasate) y Wamba, en realidad Egica (1751, Madrid, Plaza de Oriente, con la inscripción de Leovigildo en la peana) y un relieve en mármol que representa el Consejo de guerra (1753-1759, Museo del Prado).[32] En la Capilla real, cuatro cabezas de león y otros adornos para el exterior de la cúpula (1757) niños y tres querubines, altorrelieves en estuco para las enjutas de la ventana que está sobre la puerta. Una estatua en madera de la Concepción para la sacristía (1772-1775).
- Para la Real Academia de Bellas Artes de San Fernando: Desembarco de Cristóbal Colón en la Indias, relieve en barro cocido por el que obtuvo el segundo premio de la primera clase en 1753; Wamba renuncia a la corona, relieve en barro cocido patinado en verde, primer premio de primera clase en el concurso de 1754, ambos conservados en la Academia con algunas faltas, principalmente en varias de las cabezas.[33] Felipe V a caballo, cera, metal y madera (1778-1780), modelo para un monumento ecuestre no realizado.[34]
- San Ignacio de Loyola, madera estucada y pintada; según Antonio Ponz en la casa que fue de los jesuitas de Cuenca, la labró «hallándose todavía en el estudio de su maestro don Felipe de Castro». Cuenca, Museo Diocesano.[35]
- Basílica del Pilar de Zaragoza: tres relieves de mármol en la capilla de la Virgen: el Nacimiento, la Presentación y Desposorios de Nuestra Señora. Las estatuas de estuco de san Jerónimo y de San Isidoro en la fachada exterior de la propia capilla, y seis ángeles (1763-1764).
- Real Monasterio de la Encarnación de Madrid: seis ángeles de bronce, que están en el ático del altar, vaciados por modelos de Álvarez (1766-1767).
- La Fe y cuatro querubines para el retablo mayor de la Colegiata de San Isidro, 1768. Desaparecido en 1936.
- Clérigos Menores de Salamanca: estatua del beato Caracciolo y la cabeza y manos de otra de vestir del mismo santo (1769).
- San Norberto, piedra de Colmenar para el frontispicio de la iglesia del convento de Premonstratenses de Madrid. 1772. Desaparecido.
- Monasterio benedictino de San Millán de la Cogolla: una estatua en madera policromada de Nuestra Señora del Rosario (1774-1775).
- Parroquia de Chinchón, según Ceán, pero probablemente destinada a la de Barajas según la documentación académica, una escultura de Nuestra Señora del Rosario. Desaparecida posiblemente en 1936.
- Catedral de Toledo: relieve en mármol en el retablo de la capilla de los canónigos, representando La imposición de la casulla a san Ildefonso (1783).
- Iglesia de san Sebastián de Madrid: las estatuas del tamaño del natural en madera policromada que representaban La huida a Egipto y ángeles mancebos portando una columna, en madera estucada o estuco para la capilla de nuestra señora de Belén (1785-1787). Destruidas en 1936.
- En el Paseo del Prado de Madrid, las estatuas de las Cuatro Estaciones y de Apolo en piedra de Redueña (Madrid) para la fuente de Apolo (1780-1783, l Apolo concluido por Bergaz, 1803).
- Parroquia de Colmenar de Oreja: estatua de san Antonio de Padua.[9] Desaparecida en 1936.[36]